# Paul Sérusier
Paul Sérusier (Paris, 9 de novembro de 1864 — Morlaix, 7 de outubro de 1927) foi um pintor pós-impressionista francês.

## Carreira
Estudou na Academia Julian e foi monitor na mesma instituição em meados da década de 1880 No Verão de 1888 viajou para Pont-Aven e juntou-se a um grupo de jovens artistas liderados por Paul Gauguin.
Entretanto, em Pont-Aven, o artista pinta O Talismã, sob a supervisão de Gauguin. Sob influencia dos dois, formou-se o grupo pós-impressionista Les Nabis. Pierre Bonnard, Edouard Vuillard e Maurice Denis tornaram-se os mais conhecidos do grupo, mas à época, a sua influência no grupo era periférica.
Trabalhou, finalmente, na Académie Ranson e publicou o seu livro ABC de la peinture em 1921.
Paul teve uma influência reconhecida na arte pós-impressionista, e é lembrado como um pintor um dos grandes vanguardistas franceses do início do século XX e um dos mais influentes na pintura da época, mesmo que ele próprio estivesse bastante influênciado por Gauguin. A sua principal obra, O talismã, reflete essa influência. O seu trabalho, e o dos seus companheiros, antecedeu o fauvismo.

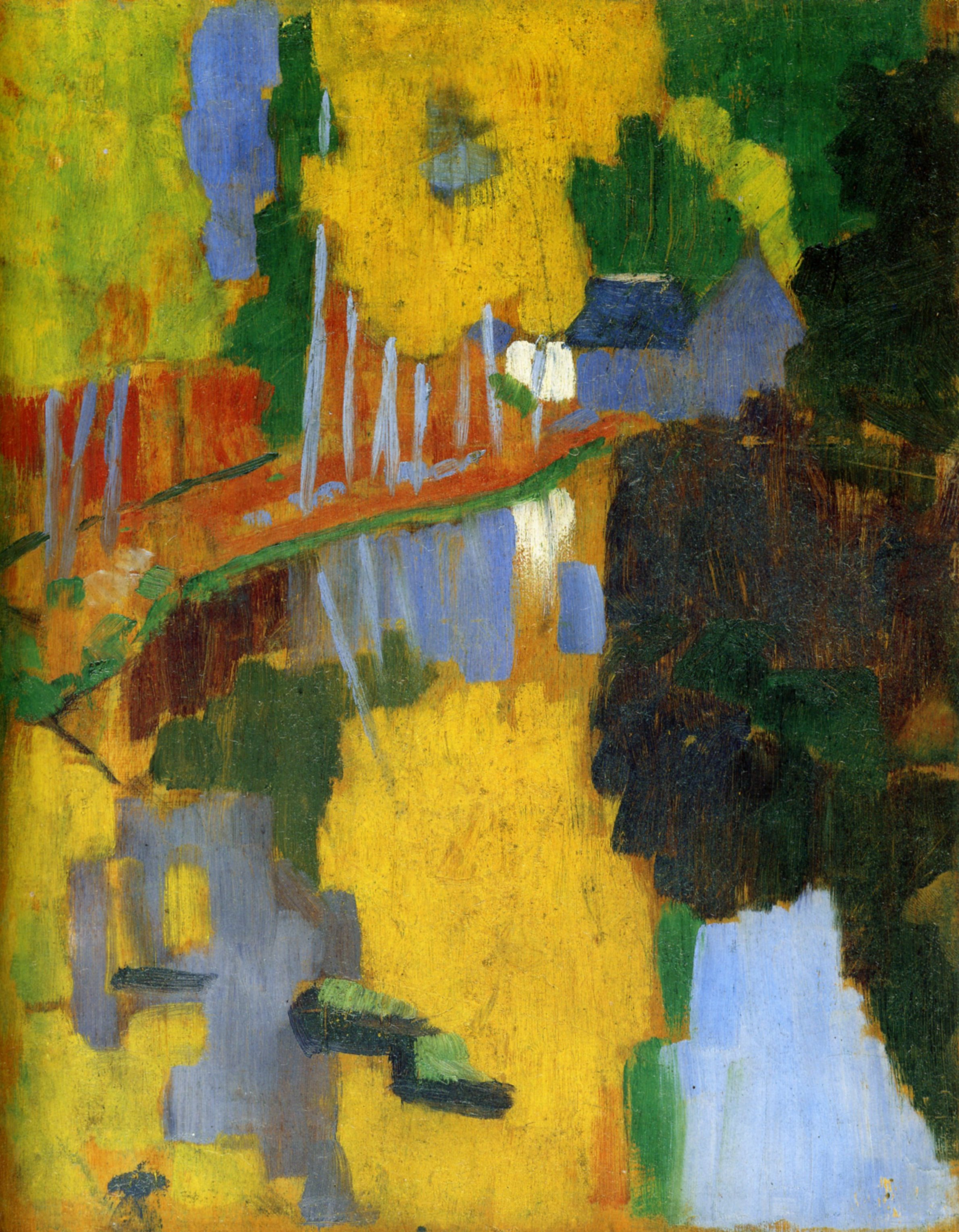
Paul Sérusier, The Talisman/Le Talisman, 1888 Oil on wood, 27 x 21.5 cm. Musée d'Orsay, Paris